# 日比野美咲
日比野 美咲（ひびの みさき）は、日本のAV女優。

## 略歴・人物
2007年にデビューした。

## 出演作品

### アダルトビデオ
2007年
- 山の手慕情 古都からお越しの素敵な奥様 （2月22日、センタービレッジ）
- 母親失格シリーズ 母に捧げる物語 （3月8日、センタービレッジ）
- ミセス旬報 VOL.4 （3月16日、アリスJAPAN）
- 近親相姦 中出し親子 （3月29日、センタービレッジ）
- 熟女の手ほどき （4月19日、センタービレッジ）
- 高級マダム 中出し （7月25日、小林興業）
- 恩師の奥さん （8月30日、ドリームステージエンタテインメント）
- 不倫京都 〜AVに憧れる子持ち人妻〜 （10月13日、溜池ゴロー）
- 四十路マダム 15 （12月7日、クリスタル映像）…オムニバス作品 他出演:早川みほ、浦沢亜矢子、宮戸織江、香坂さゆり、阿川美咲

2009年
- 母子交尾 【甲斐湯村路】 （11月21日、ルビー）
- 母と息子の近親相姦 〜母の浮気に嫉妬する息子〜 （12月5日、ルビー）

2010年
- 相姦母子 母と息子の性教育 （1月9日、ルビー）